# بيروك أسفاو
بيروك أسفاو (مواليد 5 يونيو 1960) هو ملاكم إثيوبي، مثّل بلاده في الألعاب الأولمبية الصيفية 1980.

## روابط خارجية
بيروك أسفاو على موقع أوليمبيديا (الإنجليزية)